# Gemeindeverkehrsfinanzierungsgesetz
Durch das in Deutschland geltende Gemeindeverkehrsfinanzierungsgesetz (GVFG) oder, im Langtitel, Gesetz über Finanzhilfen des Bundes zur Verbesserung der Verkehrsverhältnisse der Gemeinden gewährt der Bund den Ländern Finanzhilfen für Investitionen in die Verkehrsinfrastruktur. Seit 2020 können ausschließlich Investitionen für den schienengebundenen öffentlichen Personennahverkehr gefördert werden.
Im Gesetzestext sind verschiedene „förderungsfähige Vorhaben“ (§ 2 Abs. 1 GVFG), die „Voraussetzungen der Förderung“ (§ 3 GVFG) sowie „Höhe und Umfang der Förderung“ (§ 4 GVFG) angegeben. Eine der Voraussetzungen ist, dass die Standardisierte Bewertung für das Vorhaben ein gesamtwirtschaftliches Nutzen-Kosten-Verhältnis größer als 1 errechnet (§ 3 Nr. 1c).

## Geschichte
1964 legte eine Sachverständigenkommission eine Untersuchung über Maßnahmen zur Verbesserung der Verkehrsverhältnisse in Gemeinden vor.
Durch das Steueränderungsgesetz vom 23. Dezember 1966 wurde 1967 die Mineralölsteuer erhöht. 40 Prozent des erwarteten Mehraufkommens von 660 Millionen DM sollte für Vorhaben zur Verbesserung des öffentlichen Nahverkehrs verwendet werden. 50 Prozent der zuwendungsfähigen Kosten einer Planung (d. h. Baukosten abzüglich Verwaltungs- und Planungskosten) konnten damit finanziert werden. Die übrigen 50 Prozent mussten anderweitig gedeckt werden.
Der im Oktober 1967 vorgestellte Leber-Plan sah als eine von zahlreichen Maßnahmen vor, die Verkehrsverhältnisse in den Gemeinden im Rahmen eines von Bund und Ländern gemeinsam aufzustellenden Mehrjahresprogramms zu verbessern.
Das daraus folgende Gemeindeverkehrsfinanzierungsgesetz trat am 1. Januar 1971 in Kraft.
Im Rahmen der Föderalismusreform wurden die Regelungen des GVFG stark modifiziert. Die sogenannten „Landesprogramme“ für kommunalen Straßenbau und kleinere ÖPNV-Projekte sowie Fahrzeugförderung, die den Hauptteil der bisherigen Fördersumme ausmachten, wurden abgeschafft. In einem von 2007 bis 2019 laufenden Übergangszeitraum erhielten die Länder als Ausgleich Mittel aus dem Entflechtungsgesetz in Höhe von jährlich 1.335,5 Millionen Euro (§ 3 Abs. 1 EntflechtG). Ab 2014 fiel für diese Mittel die verkehrliche Zweckbindung weg, die Mittel mussten seitdem von den Ländern nur noch zweckgebunden für investive Zwecke jeglicher Art eingesetzt werden (§ 5 in Verbindung mit § 4(3) EntflechtG). Seit 2020 sind diese Mittel ganz weggefallen, die Länder erhalten zum Ausgleich einen höheren Anteil aus dem Umsatzsteueraufkommen des Bundes, welcher jedoch ebenfalls nicht für Verkehrsvorhaben zweckgebunden ist.
In der GVFG-Bundesförderung verblieben ist das Programm zur Förderung von Bau und Ausbau von Verkehrswegen kommunaler ÖPNV-Vorhaben (Straßenbahnen, Hoch- und Untergrundbahnen sowie Bahnen besonderer Bauart), nicht bundeseigener Eisenbahnen und Infrastrukturprojekte für den Schienenpersonennahverkehr der Deutschen Bahn in Verdichtungsräumen mit zuwendungsfähigen Kosten über 50 Millionen Euro. Dafür stellte der Bund seit 1997 ein Investitionsvolumen von 332,56 Millionen Euro pro Jahr bereit. Das Bundesprogramm sollte ebenfalls 2019 auslaufen. Am 25. September 2015 einigten sich Bund und Länder jedoch auf eine Fortführung des GVFG-Bundesprogramms im bisherigen Umfang für weitere 15 Jahre. Das Fördervolumen wurde darüber hinaus 2020 auf 665 Millionen Euro, ab 2021 auf eine Milliarde Euro jährlich aufgestockt. Die zuvor notwendige Änderung des Grundgesetzes erfolgte am 28. März 2019. Im Rahmen eines im September 2019 durch die Bundesregierung vorgelegten „Klimaschutzprogramms“ wurden die Mittel ab 2025 auf zwei Milliarden Euro pro Jahr erhöht.
2018 wurden 360 Millionen GVFG-Bundesmittel verausgabt. 2019 waren es 205 Millionen Euro, 2020 schließlich 313 Millionen. 2020 wurden nur die Hälfte der zur Verfügung stehenden Mittel abgerufen.